# Eager Lips
Eager Lips è un film muto del 1927 diretto da Wilfred Noy.

## Produzione
Il film fu prodotto dalla Chadwick Pictures Corporation.

## Distribuzione
Distribuito dalla First Division Pictures, il film uscì nelle sale cinematografiche USA il 15 luglio 1927. Con il titolo Lábios Ardentes, venne distribuito in Portogallo il 17 febbraio 1930.